# کونان بربر (فیلم ۲۰۱۱)
کونان بربر (به انگلیسی: Conan the Barbarian) نام فیلمی است در ژانر اکشن، فانتزی و ماجراجویی که محصول سال ۲۰۱۱ و ساخت کشور آمریکا می‌باشد. این فیلم، همان‌طور که از نامش برمی‌آید، درباره یک مرد قوی‌هیکل به نام کونان است که در بچگی پدرش را کشتند و خانه‌شان را هم نابوده کردند و حالا که او بزرگ شده، قرار است به‌عنوان نماینده‌ی قبیله‌اش در برابر ظلم و ستم موجودات شیطانی بایستد و آن‌ها را شکست دهد تا قبیله‌اش به او افتخار کند.